# San Martín de Ampurias
San Martín de Ampurias (en catalán y oficialmente Sant Martí d'Empúries) es una localidad ampurdanesa de la Costa Brava gerundense, en Cataluña (España). Pertenece al municipio de La Escala, y es el núcleo originario de esta última población. Está situado 200 m al norte del yacimiento arqueológico de Ampurias, sobre los restos de la Palaiópolis, el primer núcleo de la colonia focea y es, por tanto, el heredero directo de la antigua ciudad de Ampurias. Cuenta con una población de 43 habitantes (INE 2023).

## Toponimia
El topónimo Ampurias deriva del latín Empuriae y, éste, del griego clásico Ἐμπόριον ('empórion', "mercado"), nombre que los griegos dieron a la colonia, dada su vocación inicial de puesto avanzado comercial. Desde la Alta Edad Media queda constancia del topónimo Empúries o vila d'Empúries, que cambiaría a Sant Martí d'Empúries (por la advocación de su iglesia) a partir de 1766, cuando La Escala se convierte en capital municipal.

## Historia

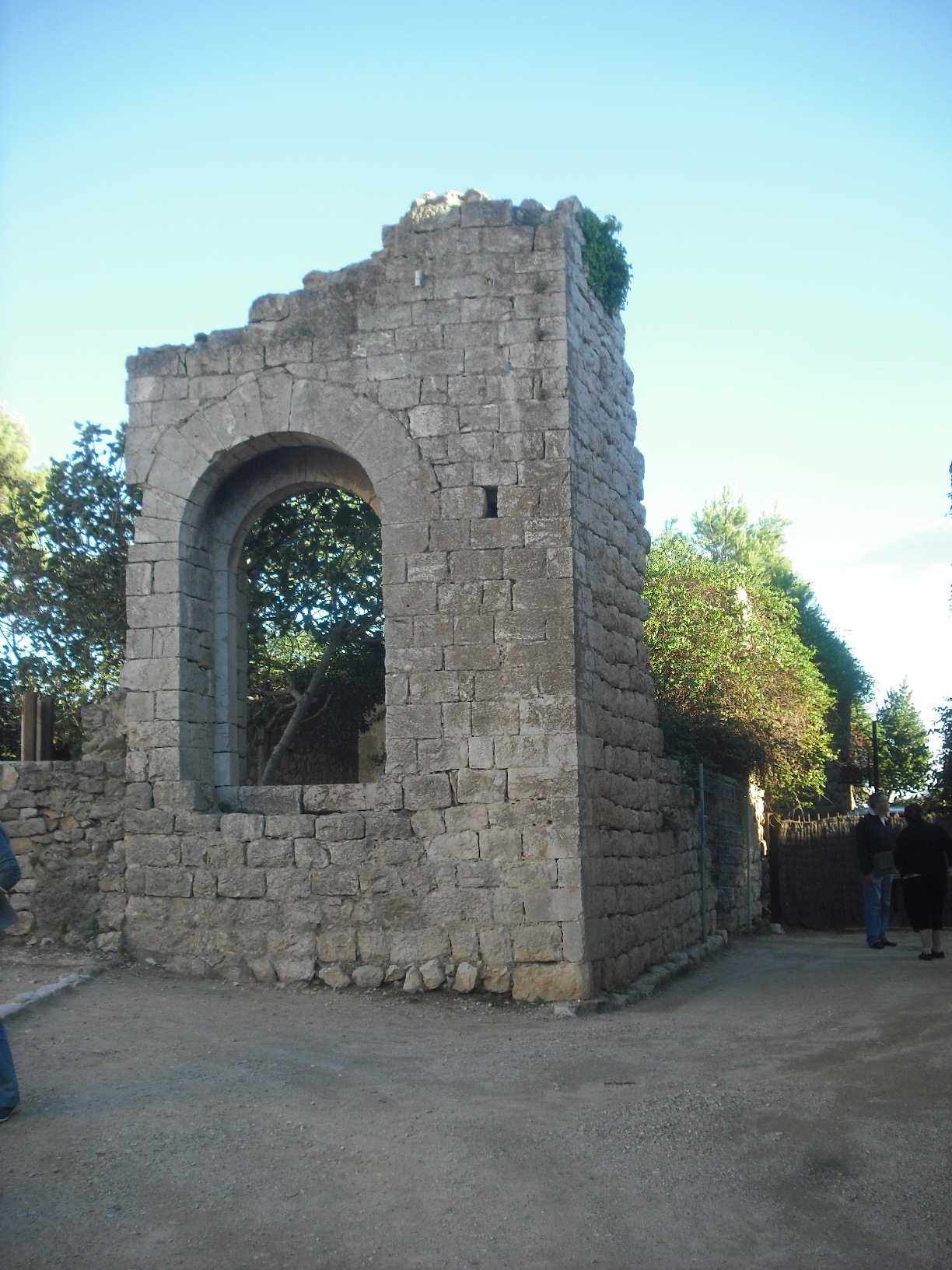
Ruinas del castillo

En el siglo VI a. C. un grupo de griegos, procedentes de Focea, establecen la primera colonia de Ampurias en el actual San Martín de Ampurias, entonces una isla unida por un estrecho istmo a tierra firme. Dicha colonia se trasladó posteriormente a tierra firme, pasando a denominarse la primera colonia Palaiópolis (del gr. παλαιάπολις, "ciudad antigua"). Ésta, aunque perdió importancia, nunca se abandonó totalmente y, con el declive del Imperio romano a partir del siglo III, volvió a ser ocupada como núcleo principal. Hay constancia de que San Martín de Ampurias fue sede episcopal entre el 516 y el 693, aunque no queda apenas constancia de ningún edificio de esa época. El año 715 los musulmanes conquistan toda la zona, que Carlomagno recuperó el año 785. Con la reorganización de los territorios hispánicos efectuada en el año 812 se documenta el primer conde medieval de Ampurias, Ermenguer. San Martín fue, por tanto, cabeza del condado hasta al menos 1064, en que se decidió trasladar la capital a Castellón de Ampurias, ciudad de la pasó a depender en condición de puerto y plaza fuerte. Aunque la población quedó relativamente estancada a partir de este momento, las murallas actuales son fruto de reformas posteriores, así como la iglesia, que data de 1507.

## Demografía
| Población | 33 | 34 | 35 | 15 | 11 | 10 | 50 | 47 | 59 | 61 |

## Transportes
Se accede a San Martín de Ampurias por la carretera GIP-6307, un ramal de la GI-623, que enlaza el núcleo de La Escala con la AP-7. En 1992, con motivo de los Juegos Olímpicos de Barcelona, se construyó un paseo peatonal que, a lo largo de la costa, comunica San Martín con Ampurias y La Escala.[cita requerida]

## Patrimonio

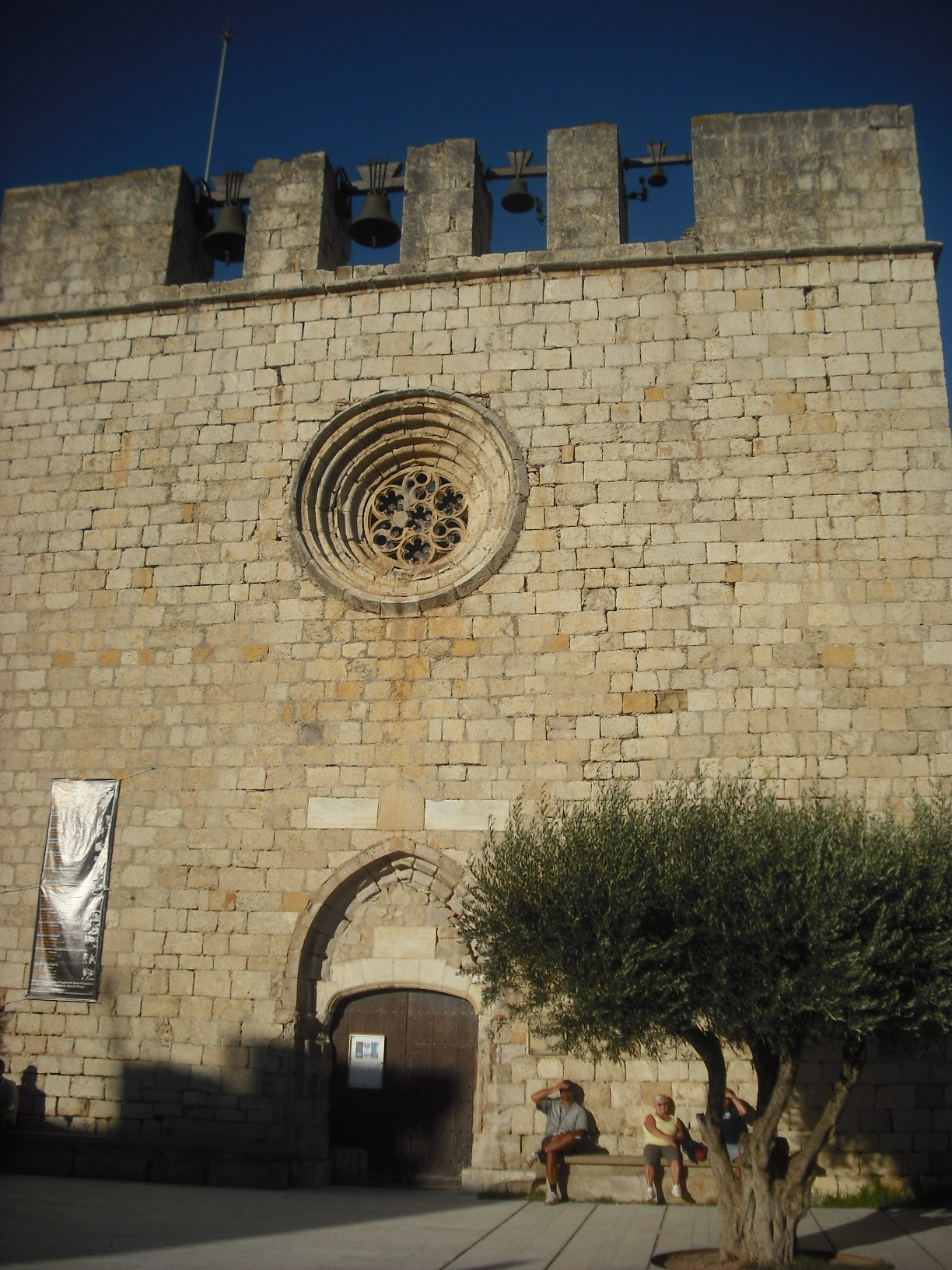
Iglesia de San Martín.

- Iglesia de San Martín (Església de Sant Martí): La primera noticia sobre dicha construcción pertenece al 824, momento en el que estaba dedicada a Sant Martí de Tours, una advocación muy antigua en Cataluña, si bien el actual templo fue construido en 1507 después de los terribles asedios durante la guerra civil desatada entre el rey Juan II de Aragón y la Generalidad de Cataluña.[6] En el interior de dicha iglesia se conservan tres inscripciones, las cuales aluden a las sucesivas reconstrucciones de la iglesia, la más antigua pertenece al año 926,[6] la segunda inscripción también en latín data de 1248, y la tercera inscripción en catalán es de 1507. Se conservan dos mesas de altar, una de finales del siglo IV y otra prerrománica.[6] Se ha considerado que en el solar donde se halla dicha construcción se alzaba la iglesia episcopal de Ampurias durante los siglos VI y VII, aunque esto es solo hipótesis dada la ausencia de restos. Se ha especulado también con la posibilidad de que en este solar se hallara también el templo dedicado por los foceos a Artemisa Efesia y que aparece citado por Estrabón.[8]